# 85 Io
85 Io је астероид главног астероидног појаса. Приближан пречник астероида је 154,79 km, 
а средња удаљеност астероида од Сунца износи 2,654 астрономских јединица (АЈ). 
Инклинација (нагиб) орбите у односу на раван еклиптике је 11,957 степени, а орбитални период износи 1579,760 дана (4,325 године). Ексцентрицитет орбите астероида износи 0,191. 
Апсолутна магнитуда астероида износи 7,61 а геометријски албедо 0,066.
Астероид је откривен 19. септембра 1865. године.